# Tarso
Tarso – miasto w Kolumbii, w departamencie Antioquia.